# Ольгин (город)
Ольги́н (исп. Holguín) — город на Кубе в провинции Ольгин. Четвёртый по величине город Кубы.

## Географическое положение
Находится в долине Маябе.

## История
Поселение было основано в 1523 году капитаном и конкистадором Гарсия Ольгин на землях, полученных в дар от первого губернатора острова Куба — Диего Веласкеса. Город с 1720 года.
Построенное в начале 1930-х годов Центральное шоссе прошло через город и способствовало его развитию.
С 1962 года издаётся еженедельная газета «Ahora».
В середине 1960-х годов при содействии СССР здесь был построен крупный медицинский комплекс имени В. И. Ленина.
В 1970 году численность населения составляла 131 тыс. человек, в это время город являлся промышленным и торговым центром сельскохозяйственного района. Здесь действовали предприятия пищевой, текстильной, кожевенно-обувной промышленности и промышленности стройматериалов. При техническом содействии СССР здесь построили завод «60 aniversario de la Revolución de Octubre» по сборке тростникоуборочных комбайнов.
Также в 1970 году при помощи СССР здесь была построена и введена в эксплуатацию детская больница.
До 1976 года город входил в состав провинции Орьенте. В 1976 году здесь был открыт институт (с 1995 года — университет имени Оскара Луцеро Моя). В декабре 1976 года в городе Ольгин был сдан в эксплуатацию телецентр для восточных провинций страны. Также здесь было создано производство резинотехнических изделий
В 1981 году численность населения составляла 186 тыс. человек, основой экономики являлись пищевкусовая, текстильная, цементная, кожевенно-обувная и деревообрабатывающая промышленность, а также сельскохозяйственное машиностроение.
В 1986 году здесь начала работу типография.

## Экономика
Промышленный центр (здесь находятся машиностроительный завод «60 aniversario de la Revolución de Octubre», машиностроительный завод «Héroes del 26 de julio» и др.) и образовательно-культурный центр (действуют университет имени Оскара Луцеро Моя и филиал университета Орьенте, а также школы, музеи и библиотеки).
Крупная консервная фабрика (fábrica de conservas Turquino de Holguín) входит в число базовых предприятий пищевой промышленности Кубы.

## Транспорт
Узел автомобильных дорог.
Станция Кубинской железной дороги.
Международный аэропорт «Франк Паис».
В 30 км от города находится порт Хибара.

## Достопримечательности
В 4 км от города расположен парк Баиа де Наранхо («Апельсиновая бухта»). В музее Coppo de Maita — раскопки индейского поселения. В нескольких десятках километров от города располагаются пляжные курорты, крупнейший из которых — Гуардалавака.